# هاینسویل (لوئیزیانا)
هاینسویل (به انگلیسی: Haynesville) شهری در ایالت لوئیزیانا کشور ایالات متحده آمریکا است که جمعیت آن در سرشماری سال ۲۰۱۰ میلادی، ۲٬۳۲۷ نفر بوده‌است.

## نگارخانه

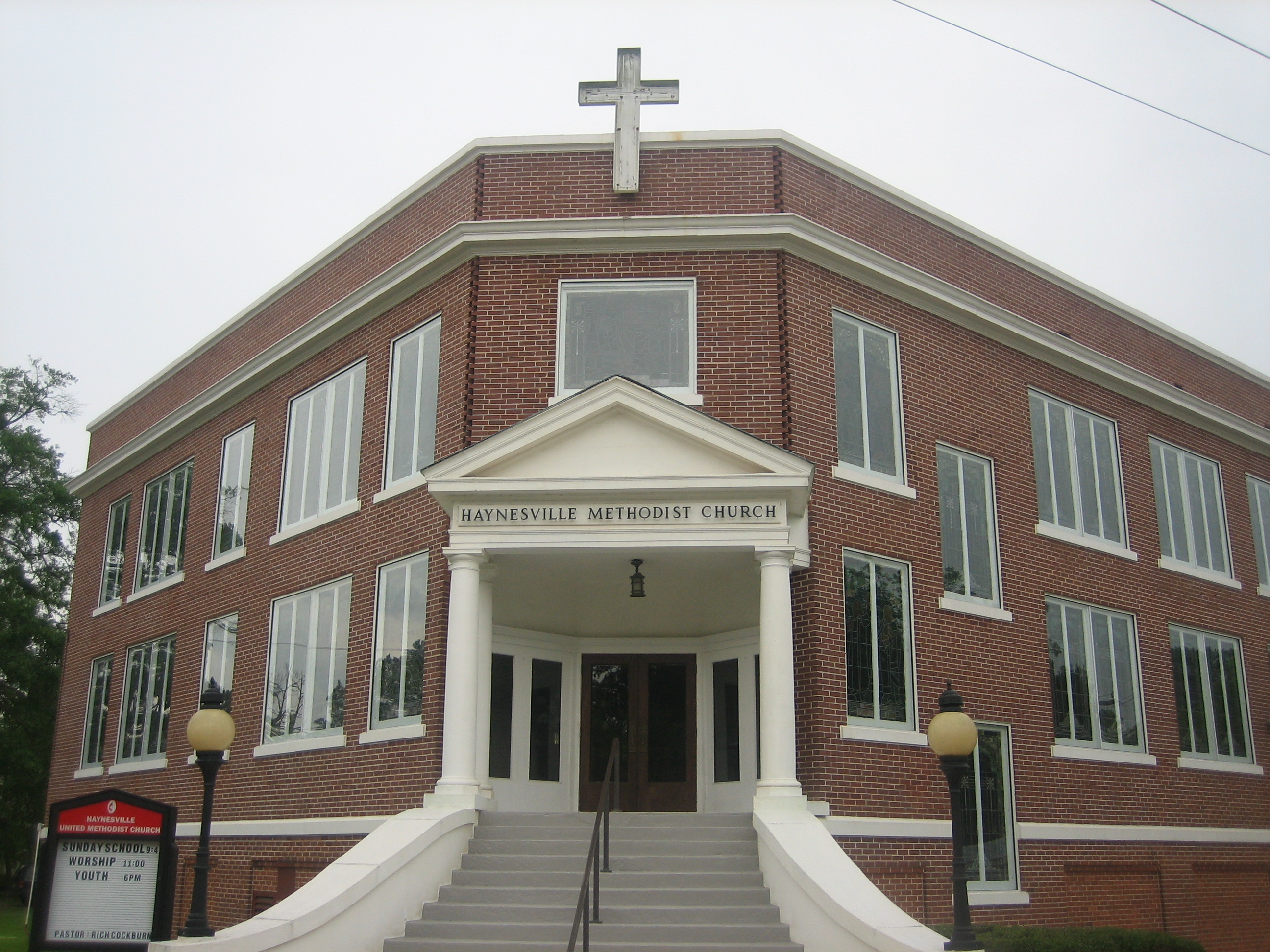
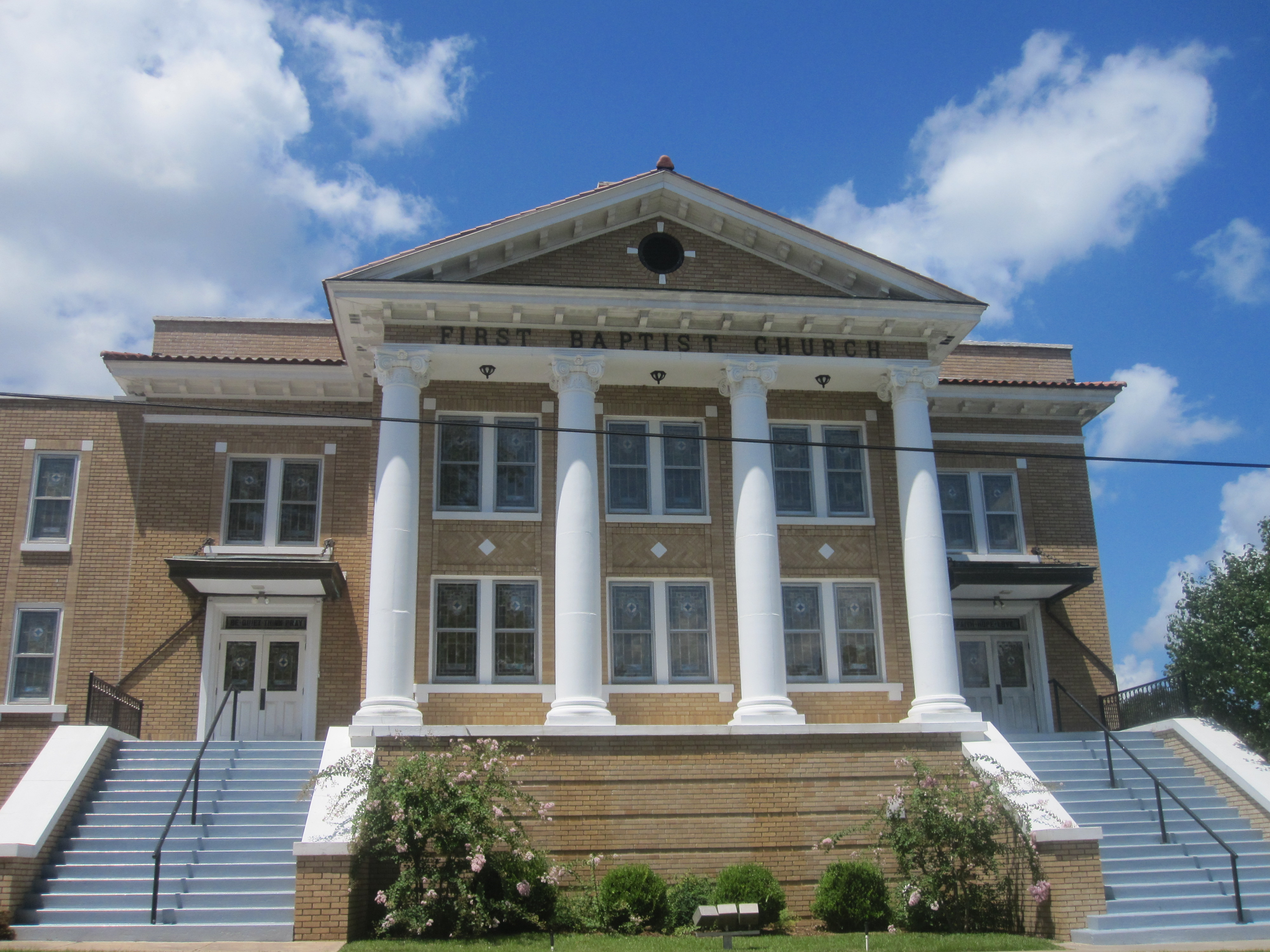
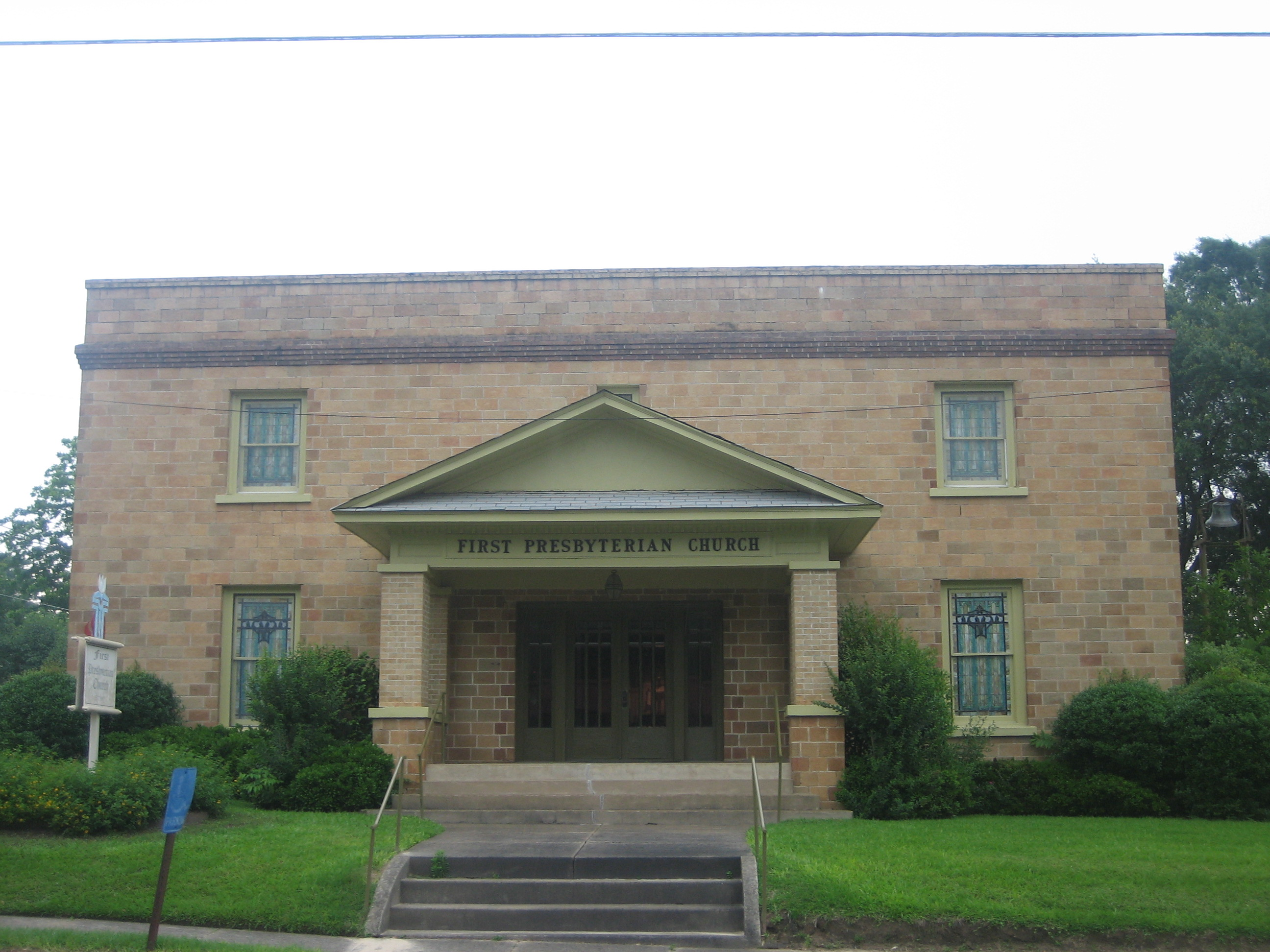
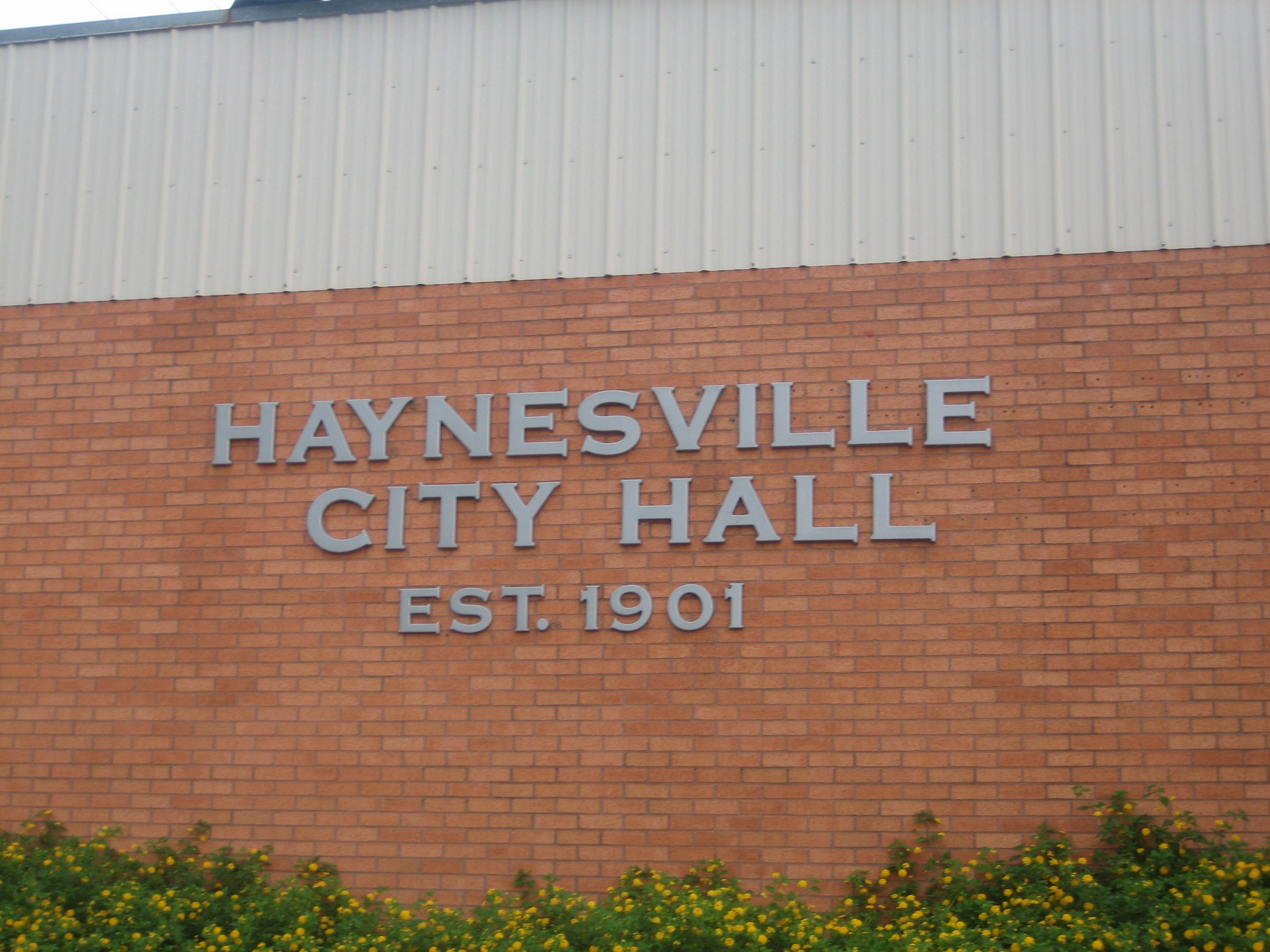
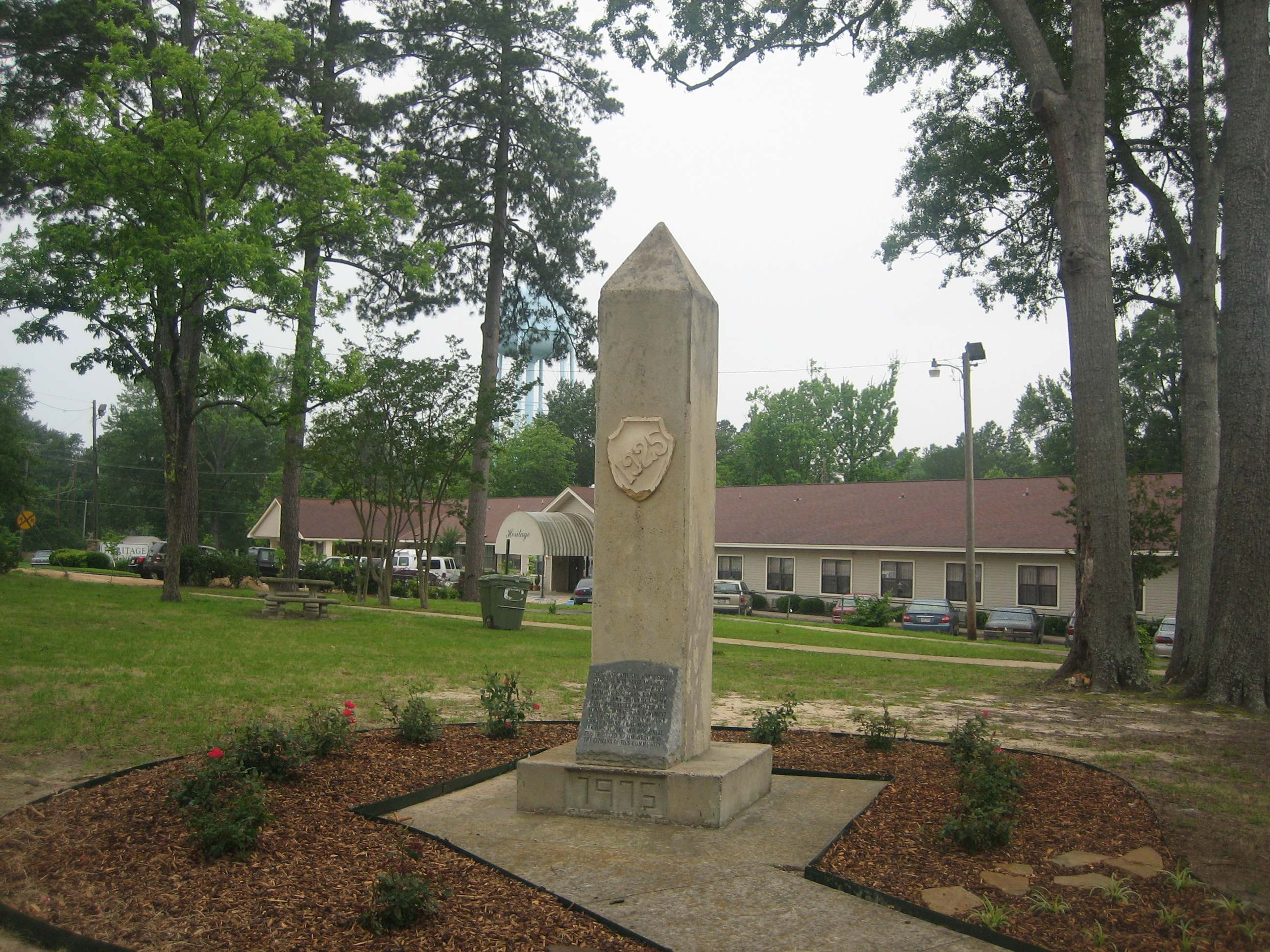
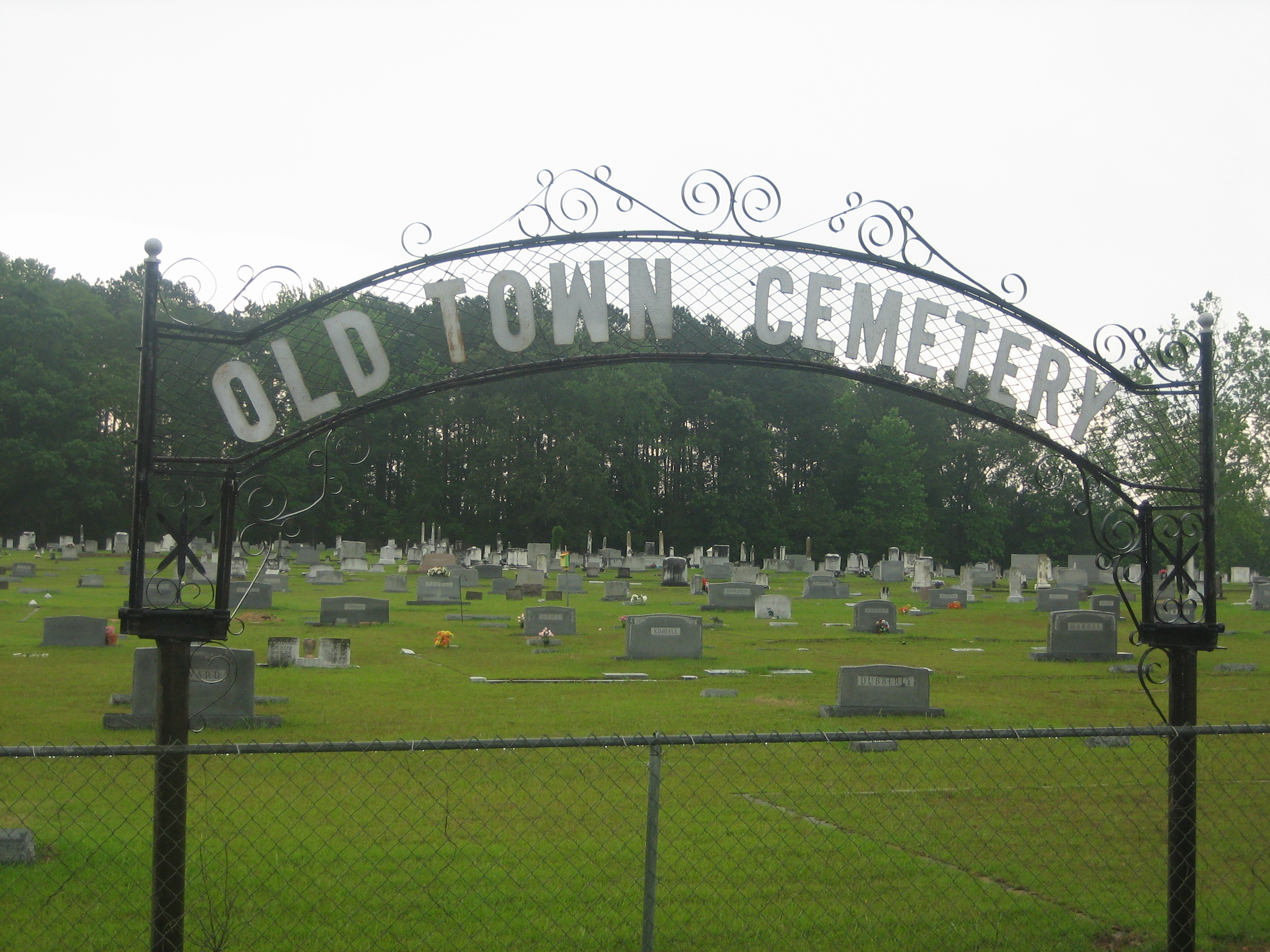